# Velkopolská kronika
Velkopolská kronika je kronika týkající se středověkých dějin Polska napsaná v latinském jazyku neznámým autorem koncem 13. nebo ve 14. století. Kronika obsahuje popis událostí od časů legend až do roku 1273 (další část nezůstala zachována). Byla psána z perspektivy Velkopolska. Podle některých historiků její první vydání vzniklo v letech 1283–1296 a jeho autorem byl kustod poznaňské kapituly Hodislav Baško, zatímco druhá verze (doplnění první) v letech 1377–1384. Podle jiných dílo napsal Janek z Černkova v druhé polovině 14. století.
Autor kroniky si dal za cíl sepsání dějin vládců Polska. Mnoho pozornosti věnoval též jejich rytířským skutkům. Kazimír Abgarovič roku 1965 přeložil kroniku do polského jazyka.